# Bürobeleuchtung
Unter Bürobeleuchtung versteht man das Beleuchtungskonzept einer Arbeitsstätte mithilfe von Kunstlicht und Tageslicht. Dieses wird EU-weit reguliert, insbesondere in der DIN EN 12464-1.

## Staatliche Vorgaben
Im DIN-Katalog finden sich folgende, teils stark dehnbare Forderungen und Gütekriterien: angenehme Lichtgestaltung, sinnvolle und gleichmäßige Verteilung der Leuchtdichte, keine Blendung, keine Schleierreflexionen, passende Lichtrichtung und Farbwiedergabe, kein Flimmern und kein stroboskopischer Effekt, Qualität nahe dem Tageslicht.

## Planungsziel
Die größte Herausforderung in der Beleuchtung von Büroarbeitsplätzen stellen Bildschirmarbeitsplätze dar. Dabei ist eine optimierte Blendungsbegrenzung notwendig, gleichzeitig darf die Leuchtdichte im Raum nicht zu gering sein. Weitverbreitet sind Rasterleuchten mit je verschiedener Ausstrahlungscharakteristik. Die sogenannten Bildschirm-Arbeitsplatz-Leuchten (BAP-Leuchten) haben einen UGR-Wert von ≤ 19. Spiegeleffekte sind neben der falschen Sitzposition und dem stark erhöhten Blaulichtanteil die Hauptursache für digitalen Sehstress; laut des Vision Councils leiden 65 % der amerikanische Bevölkerung an diesem schädlichen Überstrapazieren der Augen.

## Neue Arbeitswelten
Die klassischen Arbeitsstätten lösen sich tendenziell immer weiter auf zugunsten offener Strukturen. Da sowohl neue Branchen, neue Beschäftigungsformen als auch noch Technologien entstehen, werden die Anforderungen an Bürobeleuchtung ebenfalls komplexer. Dafür exemplarisch steht das Activity-Based-Working-Konzept des VDI-Wissensforums Düsseldorf mit Raumzonen für Kollaboration, Kommunikation und Konzentration. Wegen komplexer Anforderungen ist in der aktuellen Architektur und der Bauplanung eine Entwicklung zu beobachten: „Das Licht steht im Zentrum und außen rum entsteht erst die Architektur.“ (Frank Nowicki)